# Douala Music'Art Festival
Le Festival Douala Music Art Festival, alias  DOMAF, est un festival d'Arts Visuels crée en 2010 par l'entreprise culturelle ARGLO et en partenariat avec l’association GREEN GRASS, est la rencontre des cultures urbaines de la Sous-Région Afrique Centrale,,,.

## Histoire
Pendant quatre jours, la ville de Douala vibre au rythme du festival DOMAF. Célébrant ainsi, la ⁣⁣diversité⁣⁣ artistique africaine.
En 2024, le Festival Douala music’art festival a lieu du 16 au 19 novembre dans la ville de Douala avec pour thème Le pied de derrière suit toujours le pied de devant, avec la participation des artistes tels que, K-Tino et John Sallé ,. 
Cet évènement se déroule dans les quartiers populaires de Douala, pour faire  vivre aux populations ce moment de cohésion .